# Elachiptera lividipennis
Elachiptera lividipennis är en tvåvingeart som beskrevs av Oswald Duda 1934. Elachiptera lividipennis ingår i släktet Elachiptera och familjen fritflugor. Inga underarter finns listade i Catalogue of Life.